# Lawrence A. Skantze

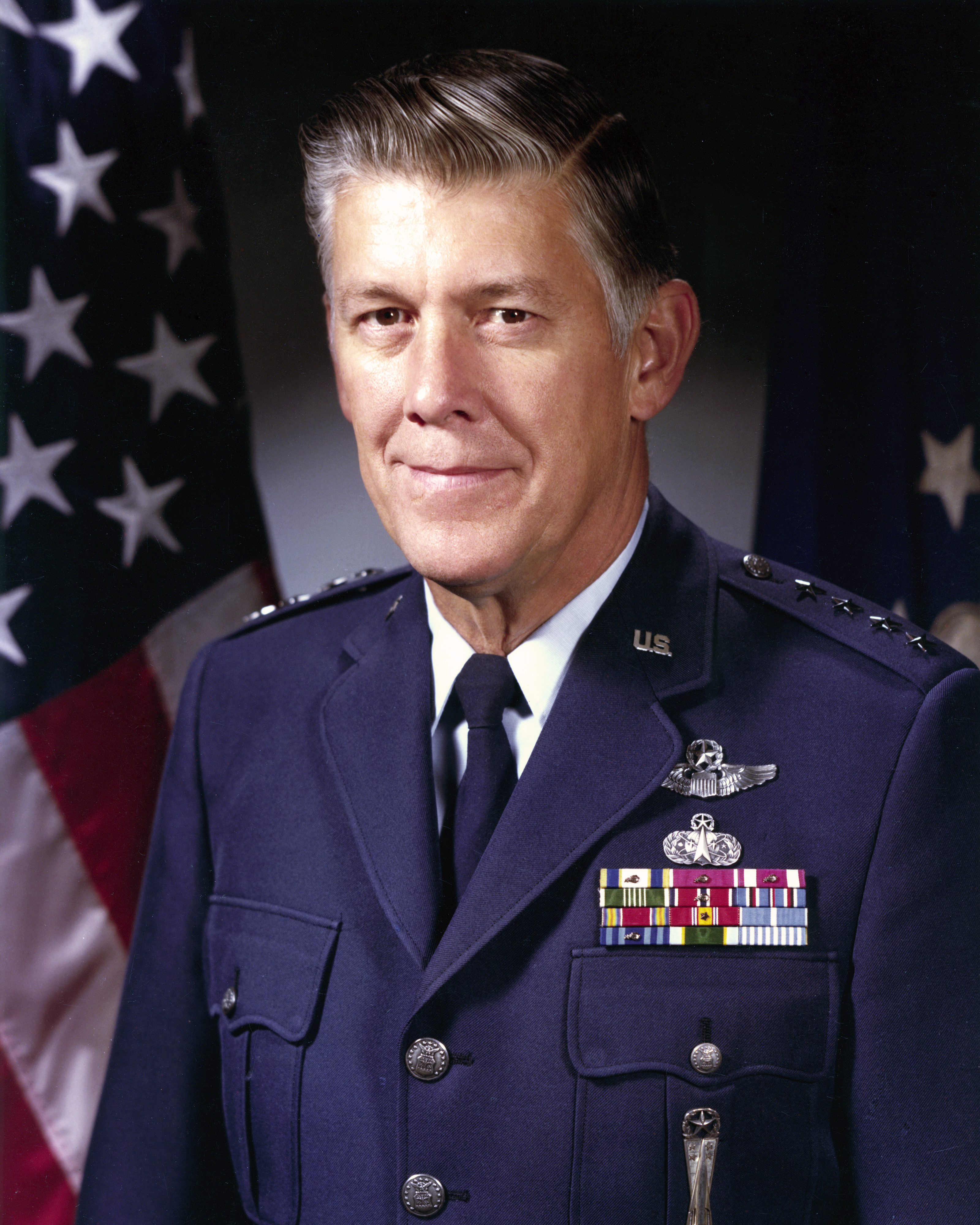
General Lawrence A. Skantze

Lawrence Albert Skantze (* 24. Juni 1928 in Bronx, New York City; † 18. Juni 2018) war ein US-amerikanischer Offizier der US Air Force, der unter anderem als General zwischen 1983 und 1984 Vize-Chef des Generalstabes der US Air Force (Vice Chief of Staff of the Air Force) sowie von 1984 bis 1987 Kommandierender General des Luftwaffensystemkommandos (Air Force Systems Command) war. Er wurde als solcher am 11. August 1985 als Raumfahrer ausgewählt und war für die Space-Shuttle-Mission STS-61-N vorgesehen, die im September 1986 starten sollte. Diese Mission wurde aber abgesagt, nachdem sich das US-Verteidigungsministerium nach dem Challenger-Unglück aus dem Shuttle-Programm zurückzog.

## Leben
Lawrence Albert Skantze trat nach dem Besuch der Cardinal Hayes High School 1946 in die US Navy ein und diente als Funker. 1948 erhielt er eine Empfehlung der US-Atlantikflotte (US Atlantic Fleet) zum Besuch der Offiziersausbildung und einem Studium der Ingenieurwissenschaften an der US Naval Academy in Annapolis. Nachdem er diese 1952 mit einem Bachelor of Science (BS Engineering) beendet hatte, wurde er als Leutnant (Second Lieutenant) in die US Air Force übernommen. Er erhielt seine Piloten-Grundausbildung auf dem Militärflugplatz Marana Air Base und den Fortgeschrittenen-Lehrgang auf der Reese Air Force Base, Texas, wo er im August 1953 seine Pilotenprüfung abschloss. Nachdem er seine Bomberpilotenausbildung auf der Douglas B-26 „Invader“ abgeschlossen hatte, wurde er im Februar 1954 zur 90. Bomberstaffel (90th Bombardment Squadron) auf die Kunsan Air Base in Südkorea versetzt. Nach seiner Rückkehr wurde er im Januar 1955 Adjutant des Kommandierenden Generals der auf der Robins Air Force Base stationierten 14. Luftflotte (Fourteenth Air Force) und begann im Anschluss im August 1957 ein postgraduales Studium im Fach Nuklearwissenschaften am Air Force Institute of Technology (AFIT) auf der Wright-Patterson Air Force Base, das er 1959 mit einem Master of Science (MS Nuclear Engineering) abschloss. Zudem absolvierte er ein Studium an der Squadron Officer School auf der Maxwell Air Force Base.

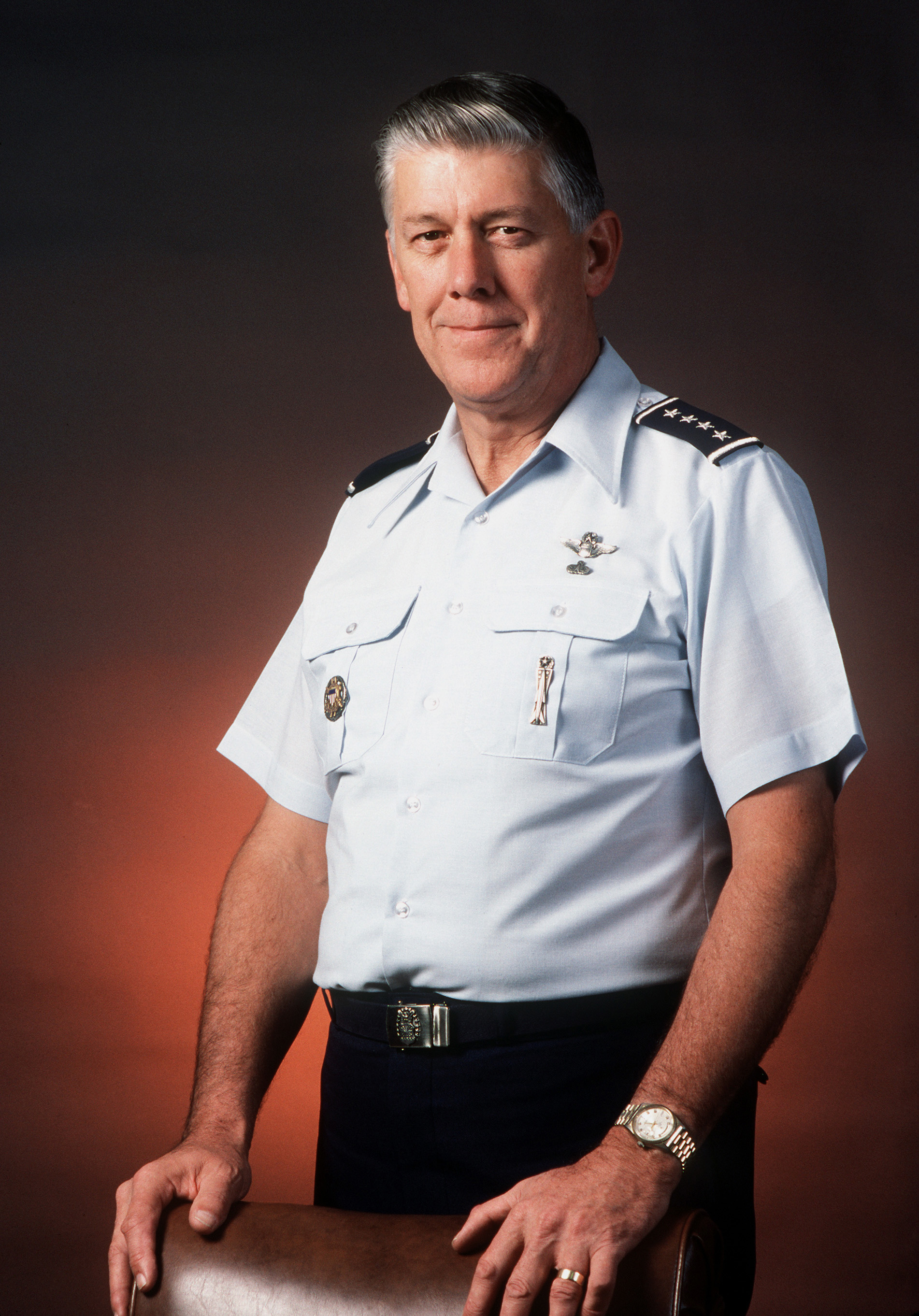
General Skantze (1986)

Seine erste Verwendung im Bereich Forschung und Entwicklung war daraufhin eine Stelle als Projektingenieur beim Projekt Pluto, einem gemeinsamen Programm der US Air Force und der Atomenergiekommission AEC (US Atomic Energy Commission) für Marschflugkörper und nuklearbetriebene Flugzeuge in Germantown. Im August 1961 wurde er als Stabsoffizier ins Büro des stellvertretenden Chefs des Generalstabes für Forschung und Entwicklung (Deputy Chief of Staff for Research and Development) ins Hauptquartier der US Air Force nach Washington, D.C. abgeordnet. Im Anschluss war er zwischen Juni 1963 und August 1965 als Assistierender Verwaltungsstaatssekretär beim Unterstaatssekretär für die Luftwaffe (Under Secretary of the Air Force) Brockway McMillan (1963 bis 1965) tätig. Nachdem er 1966 das Armed Forces Staff College in Virginia abgeschlossen hatte, war er von 1966 bis August 1969 als Direktor für Systemtechnik und Vorausplanung im Programm für das bemannte Raumfahrtlabor MOL (Manned Orbiting Laboratory) der Organisation für Weltraum- und Raketensysteme SAMSO (Space and Missile Systems Organization) in Los Angeles tätig.
Im Anschluss wurde Skantze im August 1969 zum Luftwaffensystemkommando AFSC (Air Force Systems Command) auf die Andrews Air Force Base versetzt und war dort anfangs Direktor für Aufgabenzuordnungen sowiie zuletzt bis Mai 1971 Assistent des Leitenden Verwaltungsoffiziers. Er war daraufhin zwischen Mai 1971 und Juni 1973 stellvertretender Direktor für das AGM-69 SRAM-nukleare Luft-Boden-Raketen-Projekt der Abteilung für Luftfahrtsysteme (Aeronautical Systems Division) der US Air Force auf der Wright-Patterson Air Force Base. Nachdem er von Juni 1973 bis Juni 1977 als stellvertretender Direktor für das Boeing E-3-Airborne-Warning-and-Control-System-Programm (E3-AWACS) auf der Hanscom Air Force Base tätig gewesen war, kehrte er zum Luftwaffensystemkommando AFSC auf der Andrews AFB zurück und war dort stellvertretender Chef des Stabes für Systeme. Im Anschluss übernahm er im März 1979 den Posten als Kommandeur der Abteilung für Luftfahrtsysteme auf der Wright-Patterson AFB.

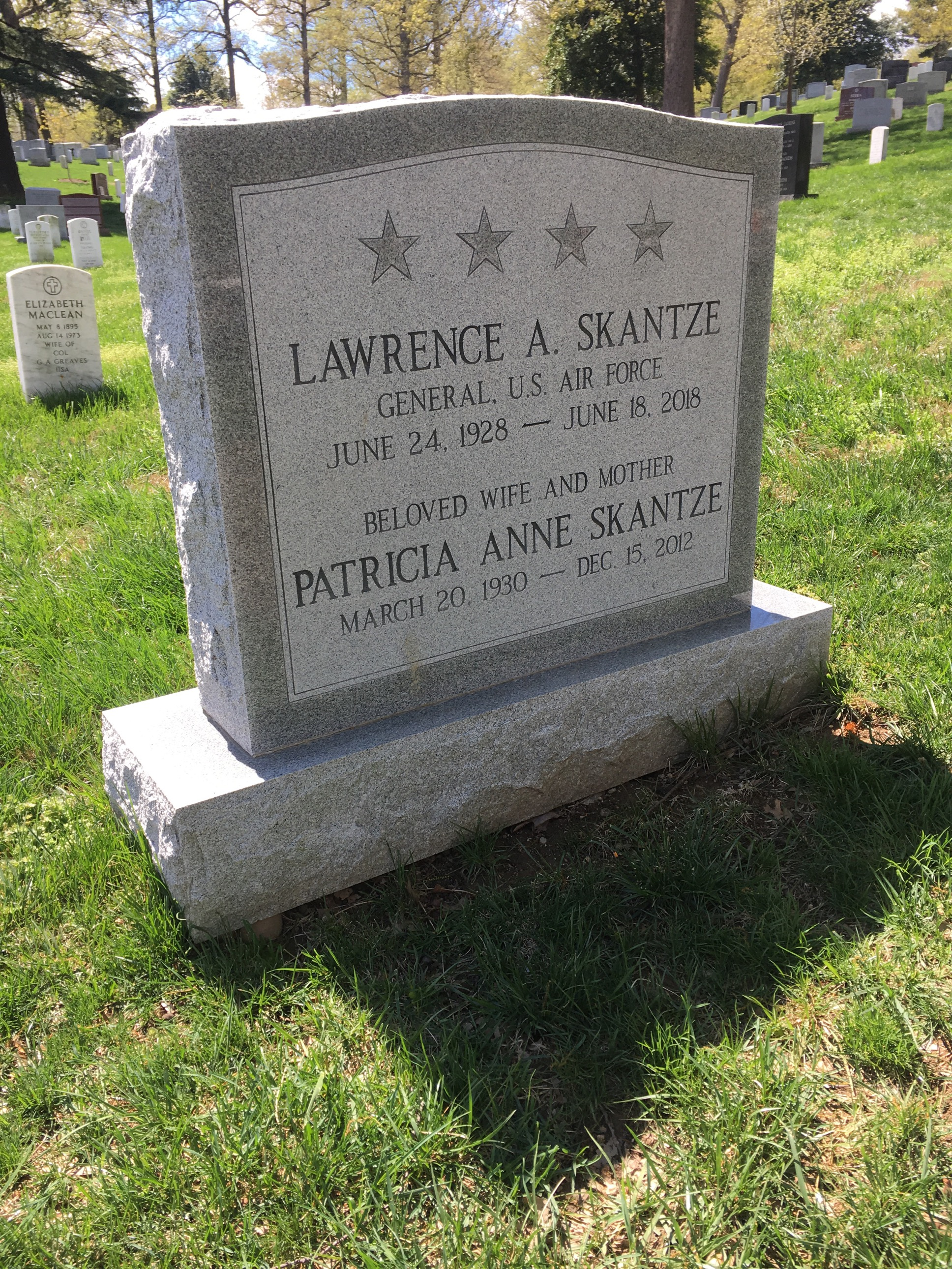
Grabstätte von General Skantze und dessen Ehefrau auf dem Nationalfriedhof Arlington.

Im August 1982 wurde Lawrence A. Skantze zum stellvertretenden Chef des Generalstabes für Forschung, Entwicklung und Akquise (Deputy Chief of Staff for Research, Development and Acquisition) ernannt. Im Anschluss übernahm er nach seiner Beförderung zum General am 6. Oktober 1983 von General Jerome F. O’Malley das Amt als Vize-Chef des Generalstabes der US Air Force (Vice Chief of Staff of the Air Force) und verblieb in dieser Verwendung bis zum 31. Juli 1984, woraufhin General Larry D. Welch ihm nachfolgte. Zuletzt wurde er wiederum im August 1984 Nachfolger von General Robert T. Marsh Kommandierender General des Luftwaffensystemkommandos (Air Force Systems Command) und behielt dieses Kommando bis zu seinem Ausscheiden aus dem aktiven Militärdienst 1987, woraufhin General Bernard P. Randolph ihn ablöste. Als Kommandierender General des Luftwaffensystemkommandos leitete er die Forschung, Entwicklung, Prüfung und Beschaffung von Luft- und Raumfahrtsystemen für Einsatz- und Unterstützungskommandos der Luftwaffe. Als solcher wurde er zudem am 11. August 1985 als Raumfahrer ausgewählt und war für die Space-Shuttle-Mission STS-61-N vorgesehen, die im September 1986 starten sollte. Diese Mission wurde aber abgesagt, nachdem sich das US-Verteidigungsministerium nach dem Challenger-Unglück aus dem Shuttle-Programm zurückzog.
Lawrence Albert Skantze war mit Patricia Anne Bowers Skantze (1930–2012) verheiratet und wurde nach seinem Tode auf dem Nationalfriedhof Arlington beigesetzt.

## Auszeichnungen
Auswahl der Dekorationen, sortiert in Anlehnung der Order of Precedence of Military Awards:
- Defense Distinguished Service Medal (2×)
- Air Force Distinguished Service Medal (2×)